# Theodor Althoff

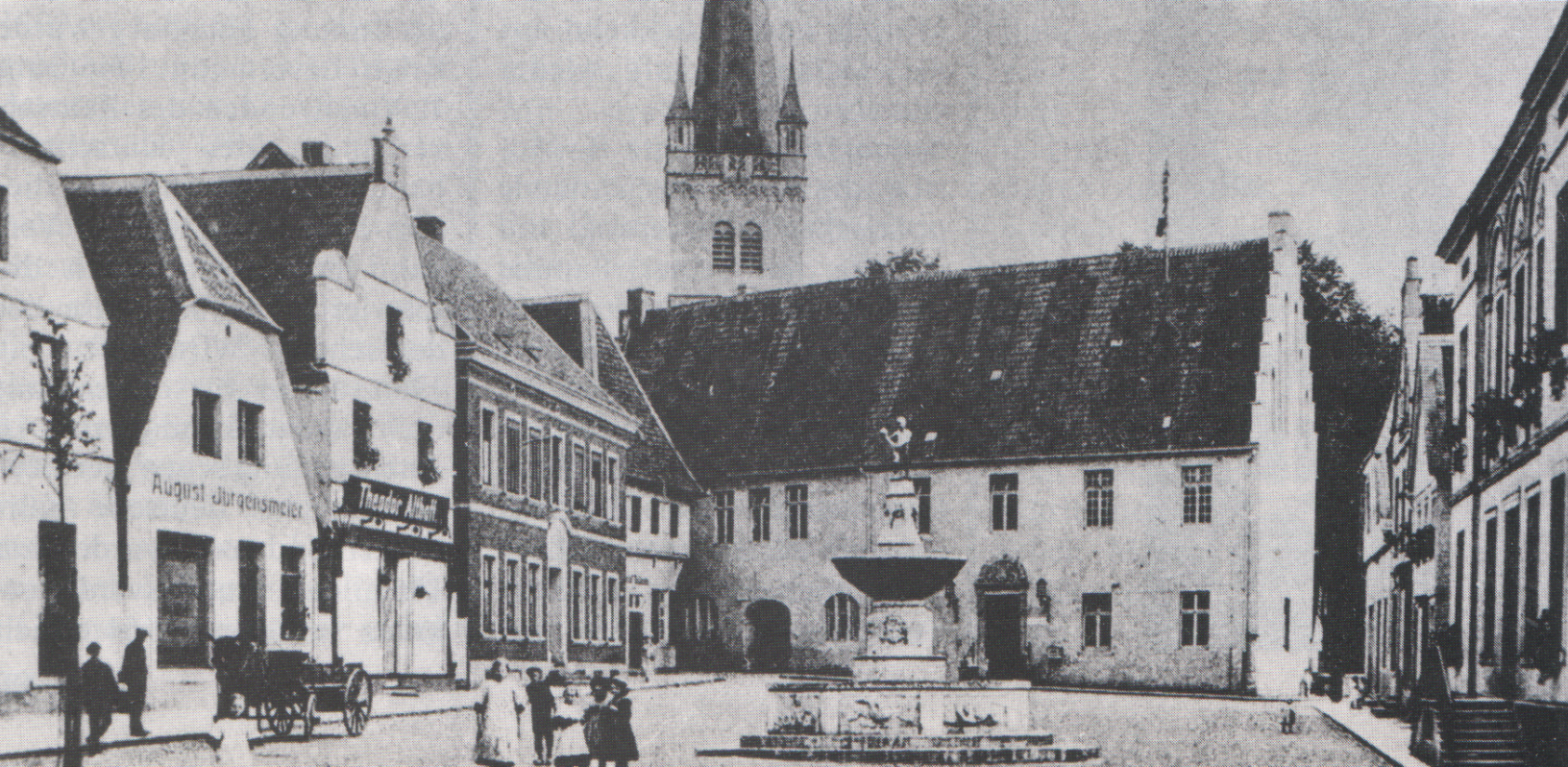
Marktplatz in Dülmen um 1900, links „Theodor Althoff“

Theodor Althoff (* 9. Oktober 1858 in Dülmen; † 26. August 1931 in Münster) war ein deutscher Kaufmann, Textil-Einzelhändler und Warenhaus-Unternehmer.

## Leben und Wirken
Im Jahr 1885 übernahm Theodor Althoff im westfälischen Dülmen ein Kurz-, Woll- und Weißwarengeschäft aus Familienbesitz und begann anschließend mit dem Aufbau eines Filialnetzes.
1904 eröffnete Althoff in Dortmund am Westenhellweg das damals größte Warenhaus in Westfalen mit 5000 Quadratmetern Verkaufsfläche und 500 Mitarbeitern. Es bot als erstes deutsches Warenhaus auch Lebensmittel an. 1912 wurde es erweitert, der Ursprungsbau erlitt im Zweiten Weltkrieg schwere Schäden und wurde 1962 abgerissen.
Das erste Althoff-Warenhaus in Essen eröffnete zu Beginn des 20. Jahrhunderts an der Ecke Limbecker Straße / III. Hagen. Im Herbst 1912 eröffnete der Warenhaus-Neubau Limbecker Straße / Grabenstraße (heute Friedrich-Ebert-Straße) mit 53 Fachabteilungen auf 28.000 Quadratmetern Nutzfläche, erschlossen durch sieben Treppenhäuser und zehn Fahrstühle.
1913 eröffnete Althoff ein weiteres Warenhaus in (Gelsenkirchen-)Buer. An der Petersstraße in Leipzig wurde 1914 ein Althoff-Warenhaus errichtet, das in der DDR als Centrum Warenhaus weitergeführt wurde.
1920 fusionierte die Theodor Althoff AG auf die Rudolph Karstadt AG, die meisten Althoff-Filialen wurden jedoch unter ihrem alten Namen weitergeführt.
Theodor Althoff wurde auf dem Zentralfriedhof Münster beigesetzt, seine Grabstätte ist erhalten.
Der Unternehmenssitz der heutigen Karstadt Warenhaus GmbH, hervorgegangen aus der ehemaligen KarstadtQuelle AG, liegt an der nach ihm benannten Theodor-Althoff-Straße in Essen-Schuir.

Warenhaus Althoff in Dortmund, Westenhellweg / Hansastraße, vorn Bauteil 1904 (zerstört), hinten Erweiterungsbau 1912
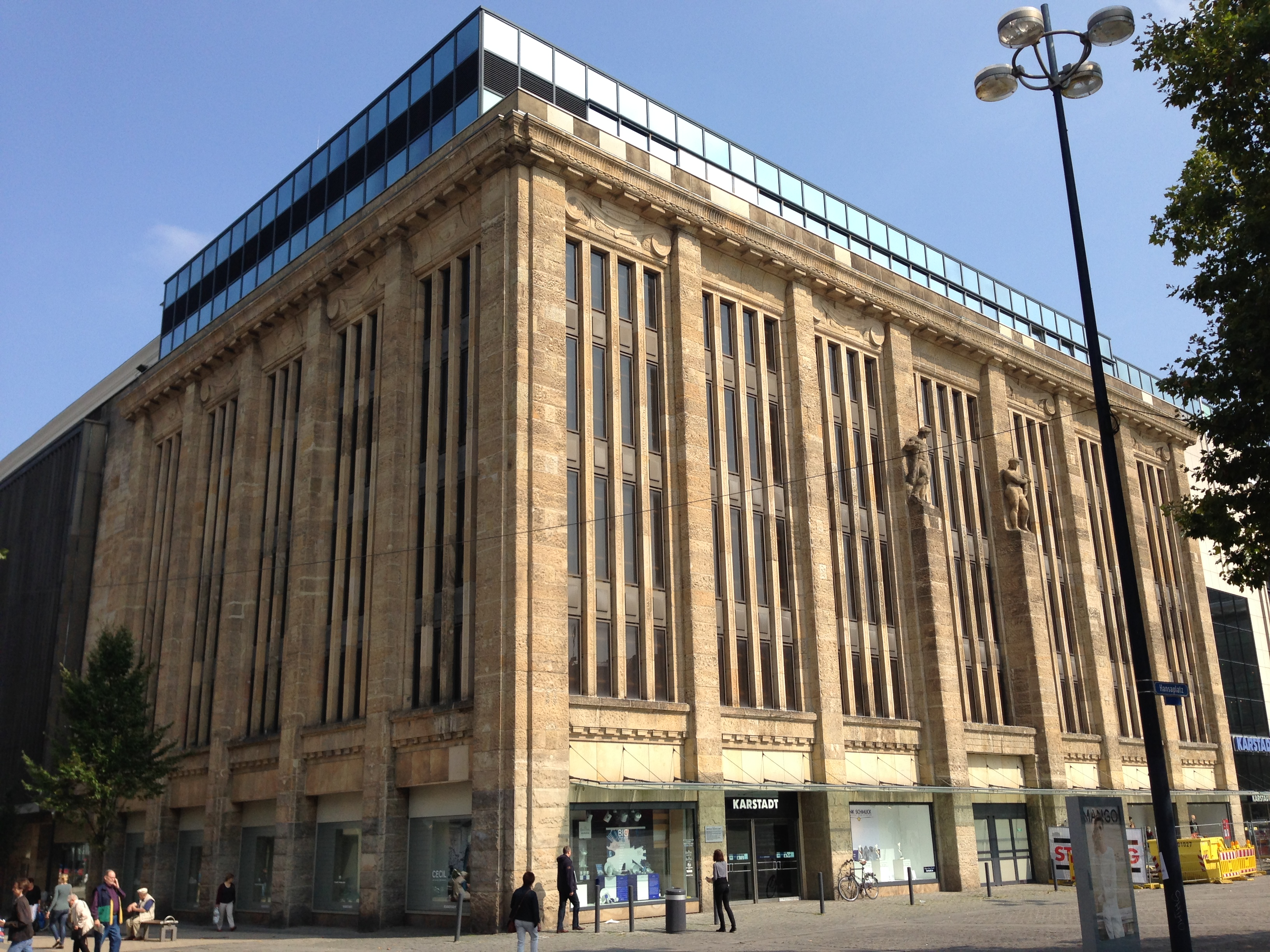
Warenhaus Althoff in Dortmund, Hansaplatz, Erweiterungsbau 1912 (Fassade nach 1945 erheblich verändert)
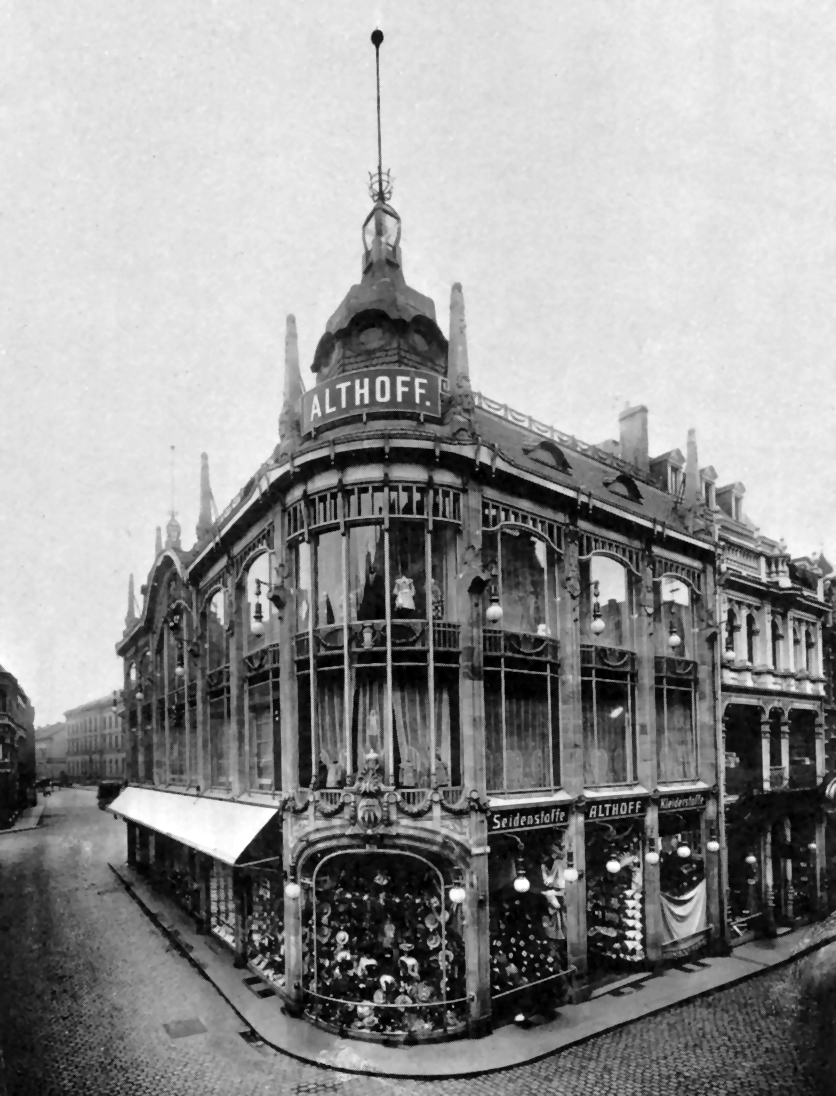
Erstes Althoff-Warenhaus um 1905 in Essen, Limbecker Straße / III. Hagen
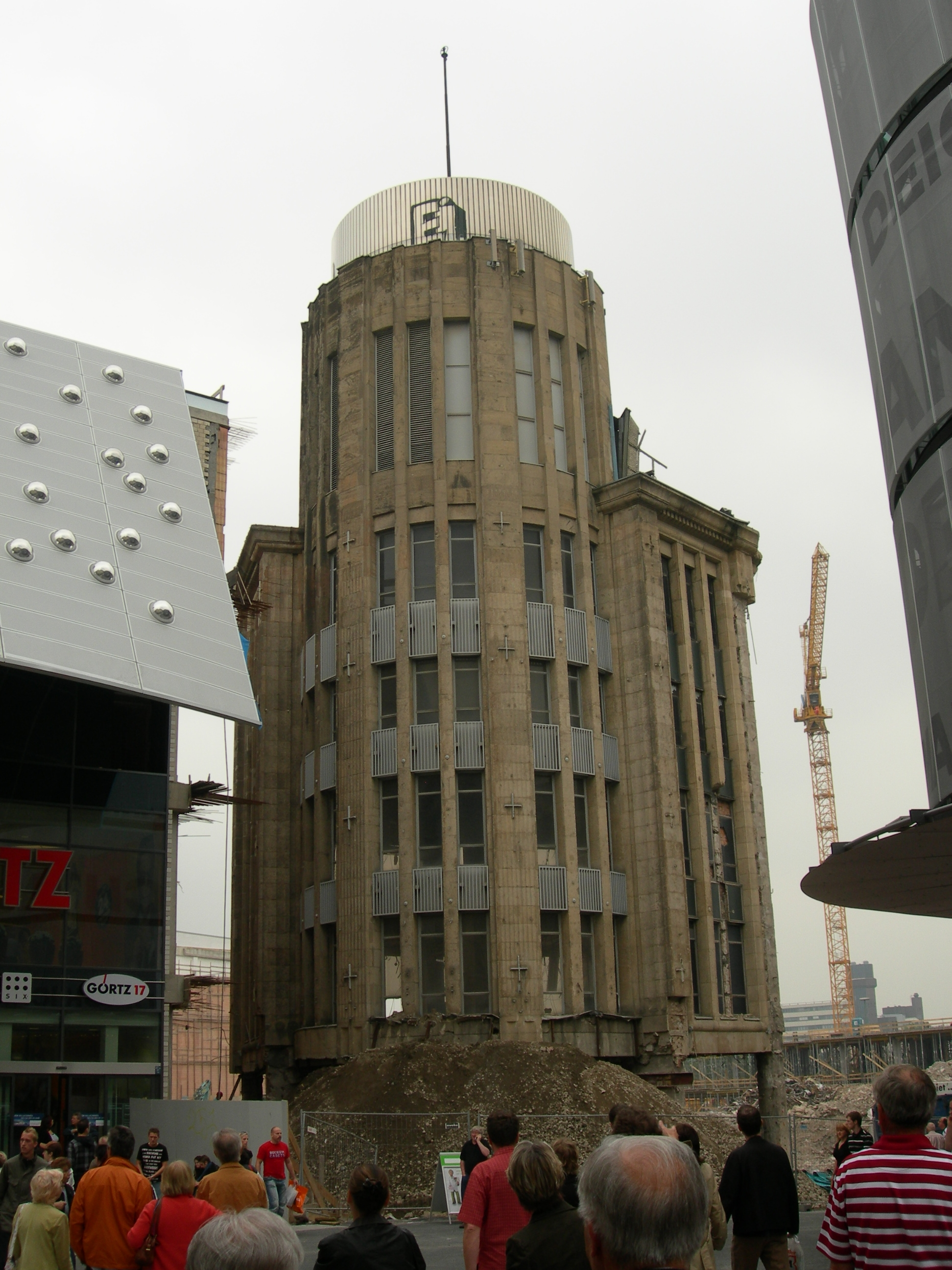
Zweites Althoff-Warenhaus in Essen von 1912, vor dem Abbruch 2008
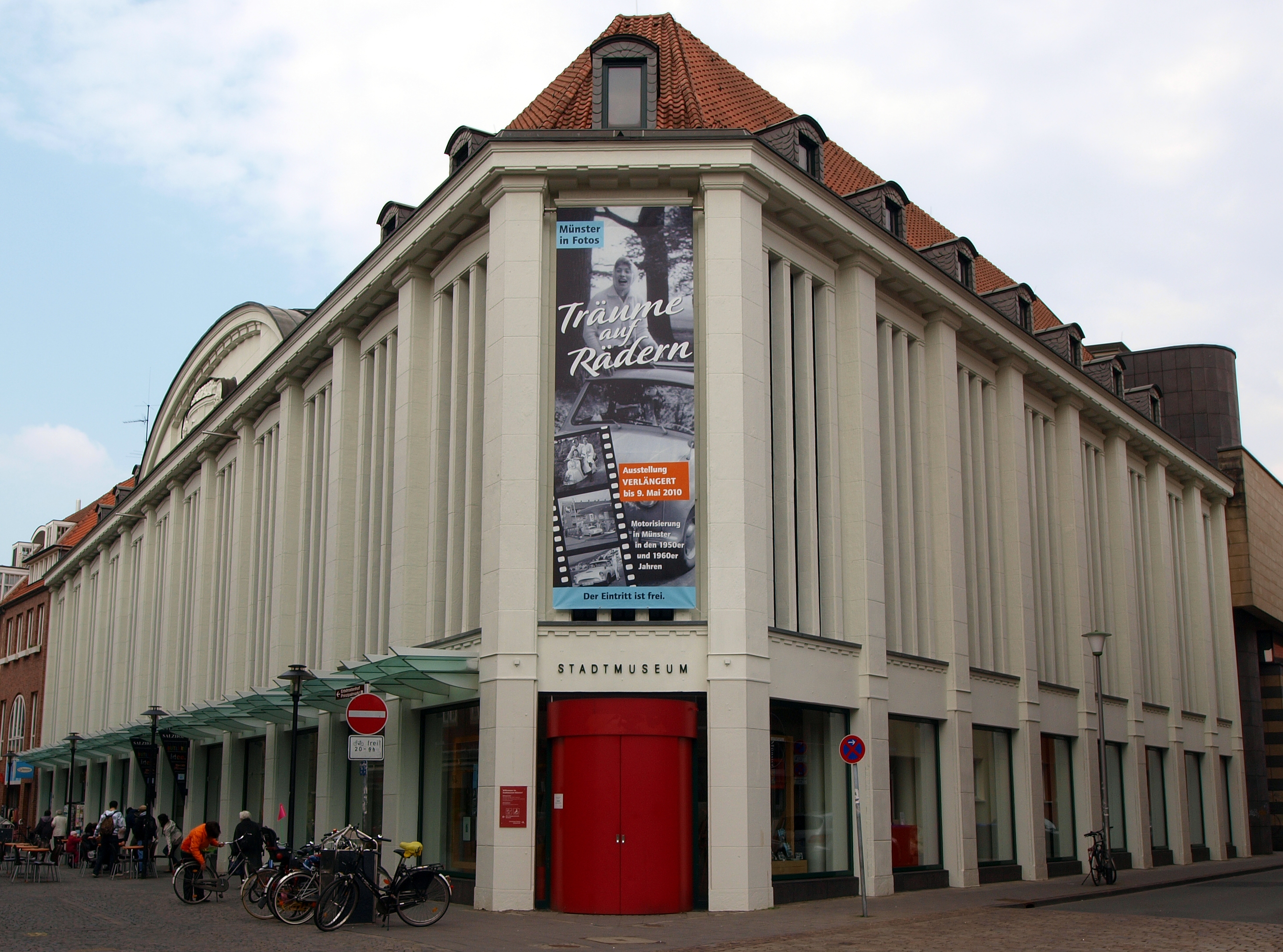
Stadtmuseum Münster im ehemaligen Warenhaus Althoff
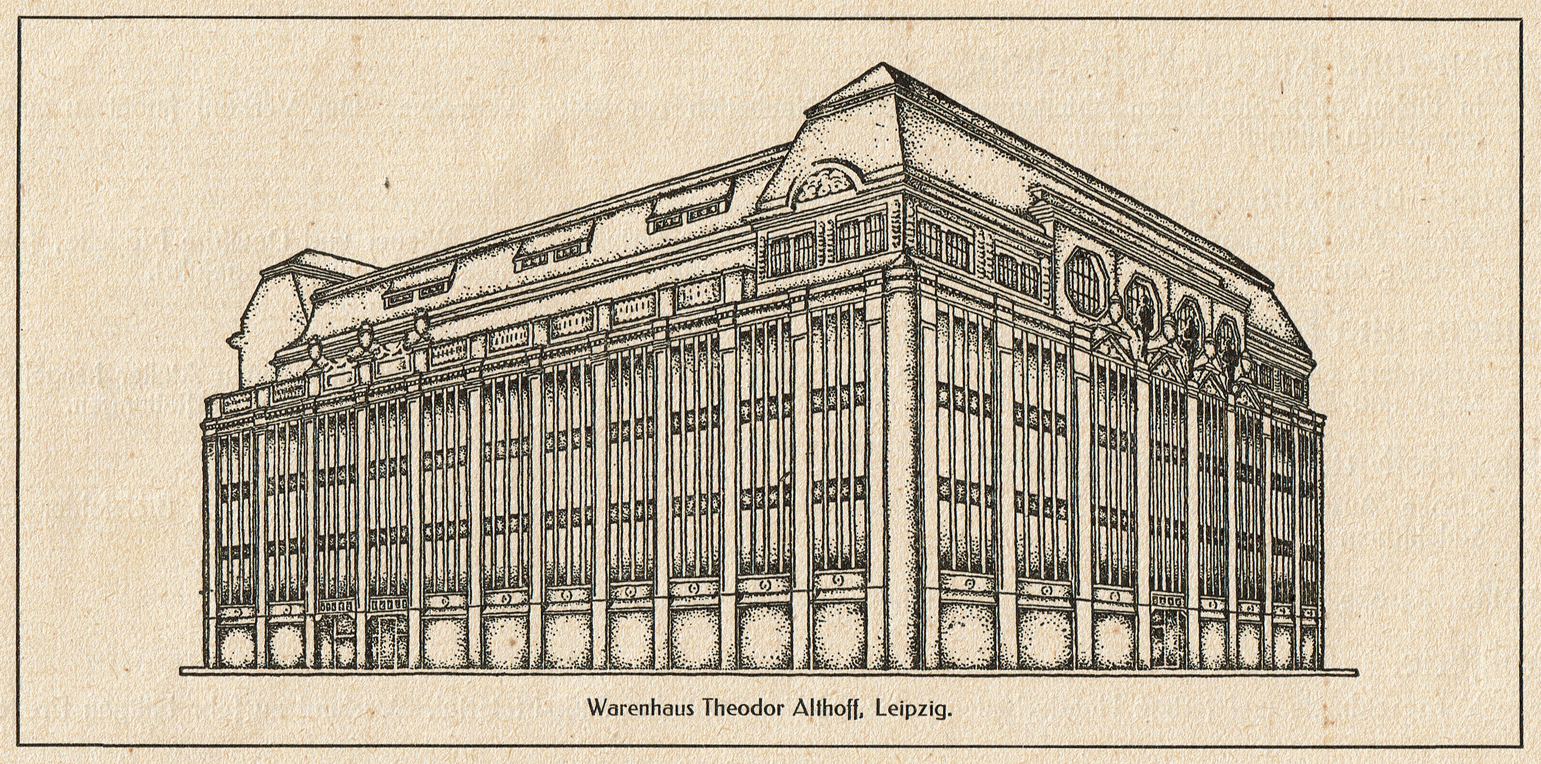
Warenhaus Althoff in Leipzig, 1914